# Culicoides yukonensis
Culicoides yukonensis är en tvåvingeart som beskrevs av Hoffman 1925. Culicoides yukonensis ingår i släktet Culicoides och familjen svidknott. Inga underarter finns listade i Catalogue of Life.